# Z.E
Jozef Wojciechowicz, känd under artistnamnet Z.E, född 14 juli 1994 i Spånga församling, Stockholm, är en svensk rappare, låtskrivare och skådespelare av polsk och romsk börd. Z.E är en förkortning av "Zigge", ett tidigare smeknamn på honom.

## Biografi
Z.E är uppvuxen i Tensta och levde tidigt som livsstilskriminell. Under 2017 avtjänade han ett fängelsestraff för grov stöld, och då började han på allvar skriva och satsa på musiken. Det första officiella släppet publicerades mars 2017, den sexspåriga EP:n Kan inte sluta om jag inte startat. Projektet i fråga är idag raderat från alla strömningsplattformar av okända anledningar. Hösten samma år gästade han på Cherries låt "163 för evigt", som fick ett stort genomslag även internationellt. Siffrorna 163 inleder postnumret för delar av Västerort.
Han grundade skivbolaget Team Platina tillsammans med sina vänner och rapparna Gringo, Biggie Juke och Jiggz. Våren 2018 gav han ut sitt debutalbum Min penna blöder på egna bolaget och han utsågs till "Framtidens Artist" av P3:s musikredaktörer på hösten. Under hösten 2018 gav han ut sitt andra album Sverige vet.
Z.E var den femte mest spelade artisten i Sverige under år 2018 på musikströmningstjänsten Spotify, och hamnade efter en vecka på första plats på Sverigelistan.
Inför P3 Guld 2019 var Z.E nominerad till priserna "Framtidens artist" och "Årets Hiphop/RnB", och han vann det sistnämnda för debutalbumet Min penna blöder. Vid Grammisgalan 2019 nominerades han till "Årets textförfattare", "Årets album" och "Årets artist", och han fick priset för "Årets artist".
På P3 Guld 2020 fick han pris som "Årets artist". I februari 2020 släppte han sitt fjärde album 10 STEG FÖRE, med gäster som Nigma, 2.clock, S.T och den danska artisten ICEKIID.
Z.E gjorde sin skådespelardebut i Netflix-serien Snabba cash, som släpptes i april 2021, där han spelar karaktären Dani.

## Diskografi
- 2017 – Min penna blöder
- 2018 – Sverige vet
- 2019 – Mer än rap
- 2020 – 10 steg före
- 2021 – Hellre död än fattig
- 2023 – Bråttom i Stockholm
- 2024 – Änglar & Demoner

## Utmärkelser
- 2019 - P3 Guld för årets hiphop/r’n’b, för debutalbumet Min penna blöder.[14]
- 2020 - P3 Guld för årets artist, för sin samlade produktion.[15]